# Vetili
Gai Vetili o Marc Vetili (Caius o Marcus Vetilius) fou pretor el 147 aC i va lluitar a Hispània contra Viriat a la guerra lusitana. Fou derrotat per Viriat a la batalla de Tribola, on fou fet presoner i finalment fou executat.